# Tvede (Randers Kommune)
 For alternative betydninger, se Tvede. (Se også artikler, som begynder med Tvede)
Tvede er en mindre landsby i Østjylland med 201 indbyggere i byområdet (2022). Tvede er beliggende nær Randers Fjord 12 kilometer nordøst for Randers og fire kilometer syd for Øster Tørslev.
Byen ligger i Region Midtjylland og hører under Randers Kommune. Tvede er beliggende i Tvede Sogn. En del af Landsbyklyngen Kronjylland.